# Chamonix NG Cars

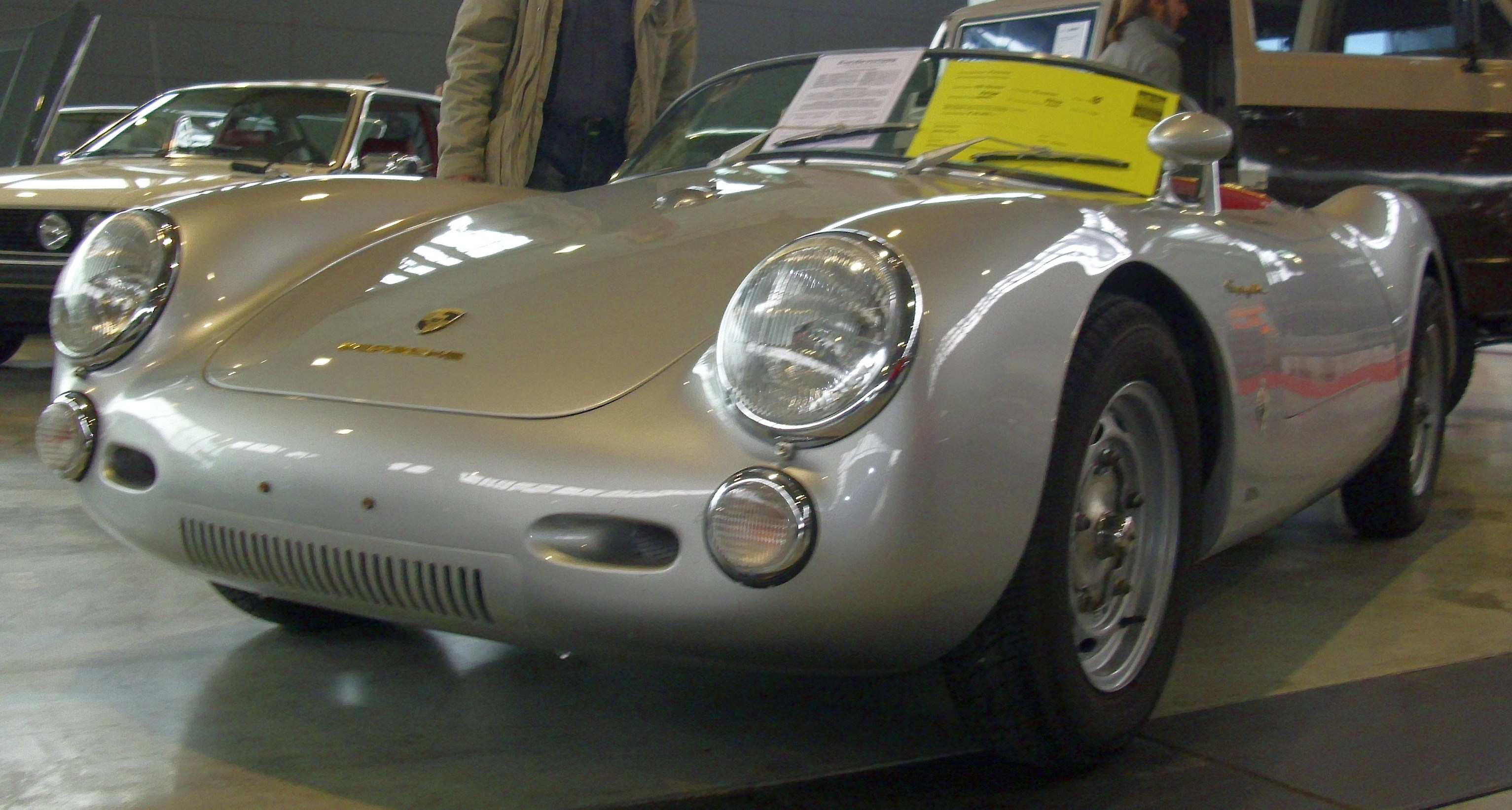
Chamonix 550

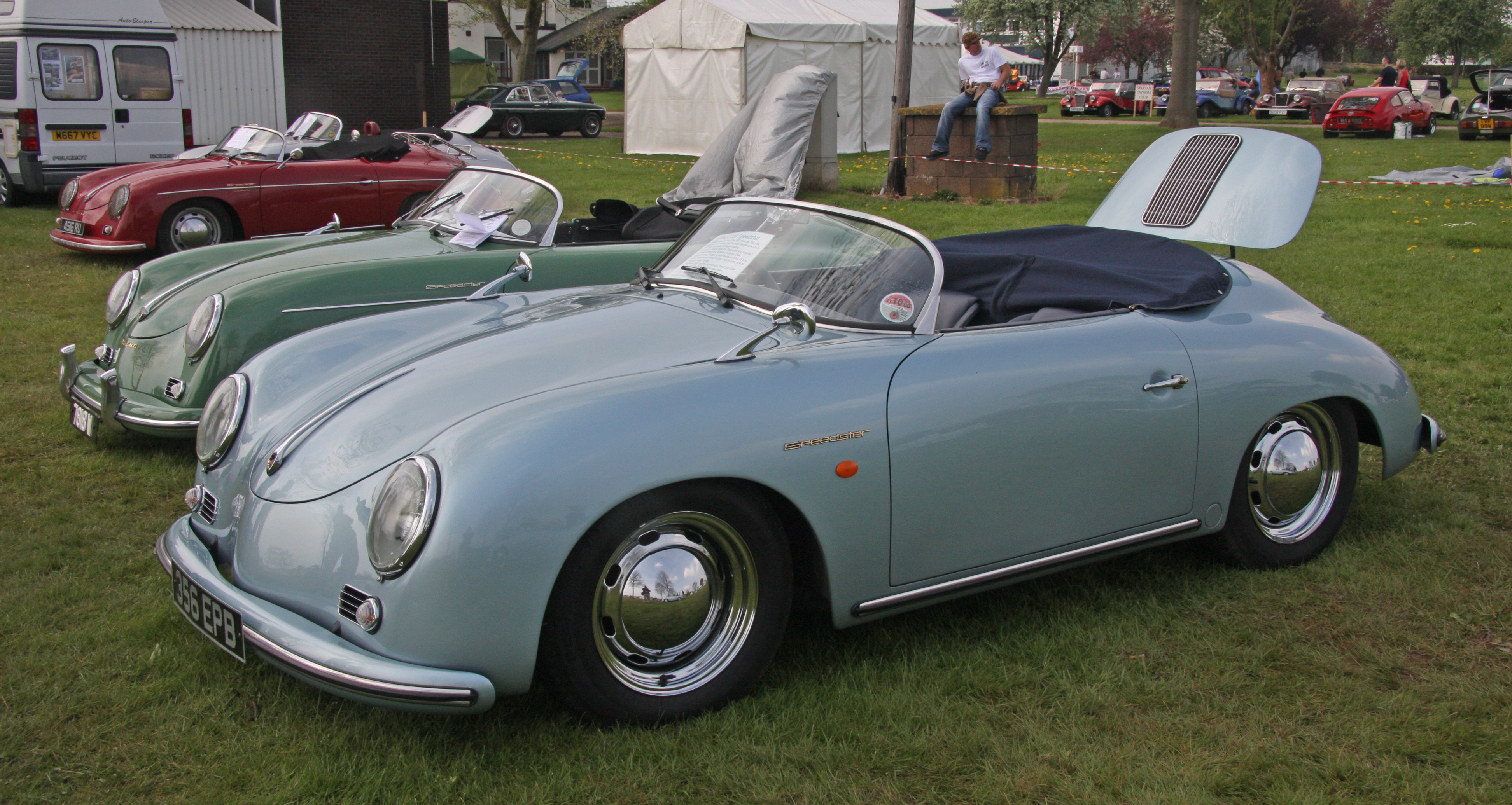
Chamonix Speedster

Chamonix NG Cars, vorher Chamonix Indústria e Comércio Ltda. ist ein brasilianischer Hersteller von Automobilen.

## Unternehmensgeschichte
Milton Masteguin und sein Sohn Newton Masteguin gründeten 1985 das Unternehmen Chamonix Indústria e Comércio Ltda. in Jarinu. Zunächst beschäftigten sie sich mit Fiberglas. 1987 kam es zu einem Kontakt mit dem Amerikaner Chuck Beck. Daraufhin begann die Produktion von Automobilen. Eine zweite Quelle bestätigt 1985 als Gründungsjahr und 1987 als erstes Produktionsjahr. Der Markenname lautet Chamonix. In den 1990er Jahren waren die Zeitschriften Auto motor und sport und Road & Track der Meinung, dass Chamonix weltweit die besten Nachbildungen herstelle. Viele Fahrzeuge wurden in die USA und nach Japan exportiert, einige auch nach Deutschland.
Das Unternehmen entwarf auch Prototypen für Autolatina und war an der Entwicklung des Lobini beteiligt.
Im September 2010 führte die Wirtschaftskrise auf den beiden Hauptabsatzmärkten USA und Japan zur Einstellung der Produktion.
2011 kam es zu einer Zusammenarbeit mit A+ Auto. Der neue Standort befindet sich in São Paulo. Newton Masteguin leitet das Unternehmen, das nun als Chamonix NG Cars firmiert. Die Produktion erfolgt seit Juli 2011 nur nach Kundenauftrag.
Ab 2019 werden die Fahrzeuge von Athos Cars Automóveis Especiais in Campinas produziert.

## Fahrzeuge
Das erste Modell war 1987 die Nachbildung des Porsche 550, entworfen von Chuck Beck. Die Basis bildete ein Rohrrahmen. Darauf wurde eine offene Karosserie aus Fiberglas montiert. Der luftgekühlte Vierzylinder-Boxermotor stammte vom VW Käfer und war in Mittelmotorbauweise hinter den Sitzen montiert. Er leistete in getunter Form 54 PS aus 1600 cm³ Hubraum. Das Getriebe hatte vier Gänge. Später wurde die Motorleistung auf 65 PS erhöht. Ab 2001 war auch ein größerer Boxermotor mit 1900 cm³ Hubraum, Doppelvergaser und 115 PS lieferbar.
1988 kam mit dem Super 90 Cabriolet die Nachbildung des Porsche 356 als Cabriolet dazu. Die Formen dazu wurden von CBP übernommen, die sie selber vorher von Envemo übernommen hatten. Auch dieses Modell hatte einen Rohrrahmen, eine Karosserie aus Fiberglas und die VW-Motoren. Allerdings war der Motor im Heck montiert. Bis 1995 entstanden weniger als 30 Fahrzeuge.
1993 wurde der Speedster nach einer Lizenz von Beck Engineering vorgestellt. Technisch entsprach er dem Super 90 Cabriolet.
1995 erschien mit dem Spyder 550 S eine Variante des Spyder 550 mit einem leistungsfähigeren Motor. Der wassergekühlte Motor vom VW Santana mit 2000 cm³ Hubraum leistete mit Saugrohreinspritzung 92 kW (125 PS). Das Getriebe hatte fünf Gänge. Das Leergewicht war mit 680 kg angegeben, und die Höchstgeschwindigkeit mit 230 km/h. Ab 2007 trieb ein Motor vom VW Gol mit 1800 cm³ Hubraum und 76 kW (103 PS) Leistung die Fahrzeuge an.
1999 wurde eine Rennversion des Speedster vorbereitet.
2016 bestand das Sortiment aus dem Spyder S, dem Speedster 356 und dem Roadster 356.

## Import nach Deutschland
Gehrke Classic Cars importierte die Fahrzeuge nach Deutschland. Eine andere Quelle gibt eine Verbindung zu Albert aus Oberhausen an.

## Produktionszahlen
Im Jahr 2000 entstanden 61 Fahrzeuge und im Folgejahr 82 Fahrzeuge. 2002 wurden 100 gefertigt und im darauf folgenden Jahr 120. Für die gesamte Bauzeit sind über 1500 Fahrzeuge überliefert.